# 米齊夫齊
49°0′19″N 26°53′27″E / 49.00528°N 26.89083°E
米齊夫齊（烏克蘭語：Міцівці）是位於烏克蘭西部赫梅利尼茨基州裏卡緬涅茨-波多利斯基區的村莊，面積2.98平方公里，海拔高度200米，2001年人口1,501，人口密度每平方公里502.9人。